# Nico Jansen
Nico Jansen (Amsterdam, 15 januari 1953) is een voormalig Nederlandse voetballer. Hij speelde als aanvaller, en had als bijnamen "de beuker van de Jordaan"  en "snoetje". Tevens stond deze man bekend als the Wig, vanwege zijn ferme haardos.

## Carrière

### FC Amsterdam
Nico Jansen speelde in de jeugd van de Amsterdamse club SDW. Daarna maakte hij de overstap naar FC Amsterdam, waar hij vanaf half 1972 in de Eredivisie speelde. Jansen was een aanvaller die veel doelpunten maakte. Hij was sterk gebouwd en was als krachtpatser een schrik voor menig verdediging.
Bij FC Amsterdam vormde Jansen een zeer succesvolle voorhoede met rechtsbuiten Gerard van der Lem en linksbuiten Geert Meijer. Twee hoogtepunten van FC Amsterdam waren een eindklassering als 5de in de Eredivisie met 43 punten en met 49 goals vóór en 36 goals tegen in het seizoen 1973/74 én het bereiken van de kwartfinale van de UEFA Cup in het seizoen 1974/75, door onder meer Internazionale uit Milaan uit te schakelen. De wedstrijd in Milaan werd met 2-1 gewonnen, waarbij Nico Jansen beide Amsterdamse doelpunten maakte. Ook was het bijzonder te noemen dat FC Amsterdam in het seizoen 1974/1975 in de tweede competitiehelft de nummers 2 en 3 van de eredivisie, Feyenoord en Ajax, beiden op eigen veld versloeg: Ajax-FC Amsterdam eindigde in 2-4 (23 februari 1975) en Feyenoord-FC Amsterdam eindigde in een uitslag van 1-2 in
maart 1975.

### Oranje
Nico Jansen speelde eenmaal voor het Nederlands elftal. Dat was op 30 mei 1975, als invaller in een met 3-0 verloren vriendschappelijke wedstrijd in en tegen Joegoslavië. Andere debutanten voor Oranje in die wedstrijd waren Heini Otto (FC Amsterdam), Henk van Rijnsoever (AZ) en Bert van Marwijk (Go Ahead Eagles).

### Feyenoord
In november 1975 vertrok Nico Jansen naar Feyenoord in Rotterdam. Als Amsterdammer had hij daar geen enkel probleem mee. Het werkvoetbal van Feyenoord sprak hem meer aan dan de speelwijze van bijvoorbeeld AFC Ajax in Amsterdam, met meer technisch vaardige spelers als Ruud Geels en de net in de 2de helft van 1975 aangekochte spelers Tscheu La Ling, Frank Arnesen en Sören Lerby. Feyenoord was zwak aan het seizoen 1975/76 begonnen, maar zou in de loop van de competitie – mede door Jansens vele doelpunten – alsnog dicht in de buurt van de landstitel komen, die uiteindelijk door PSV werd gewonnen (PSV 53 punten, Feyenoord 52 punten, Ajax 50 punten, FC Twente 46 punten). Feyenoord eindigde als 2de van de 18 eredivisieclubs.
Het tweede seizoen bij Feyenoord begon voorspoedig. Jansen scoorde opnieuw volop waaronder 5 keer in één wedstrijd (tegen HFC Haarlem) op 17 oktober 1976. Eind 1976 stond Feyenoord bovenaan in de competitie, maar de club maakte een teleurstellende tweede seizoenshelft in de eerste helft van 1977 door met een vierde plaats als eindklassering. Jansen maakte dat seizoen 23 doelpunten. De malaise bij Feyenoord ging het seizoen erna (1977/1978) in nog veel extremere mate door (Feyenoord eindigde in de middenmoot als 10de) en ook Nico Jansen ging daarin mee. Hij kwam weinig aan spelen toe door blessureleed en scoorde in de overige wedstrijden te weinig, waardoor hij mocht vertrekken.

### België
Jansen werd overgenomen door het Belgische RWD Molenbeek. In 5 seizoenen trof hij 55 maal doel. Daarna belandde hij bij K. Londerzeel SK in de Vierde Klasse en hij sloot zijn carrière af bij Boom FC. Hij trainde de amateurs van Hemiksem en was daarna nog korte tijd trainer van Boom FC. Nico was enkele jaren ook actief als spitsentrainer bij vierdeklasser KSK Heist. Vanaf juli 2008 wordt hij spitsentrainer bij K. Lierse SK.

### Record
Nico Jansen heeft bij Feyenoord in het seizoen 1976/1977 een uniek record gevestigd: naast zijn vijf doelpunten in de thuiswedstrijd tegen FC Haarlem op 17 oktober 1976 (op zich bij Feyenoord al een gedeeld record), wist hij ook nog eens drie keer te scoren in de uitwedstrijd tegen datzelfde Haarlem op 20 maart 1977. Dat één speler in één seizoen acht doelpunten tegen één tegenstander scoort, is bij Feyenoord een record sinds de toetreding tot de Eredivisie in 1956.

### Overzicht
| Seizoen               | Club          | Land      | Competitie    | Wedstrijden | Doelpunten |
| --------------------- | ------------- | --------- | ------------- | ----------- | ---------- |
| 1972/1973             | FC Amsterdam  | Nederland | Eredivisie    | 3           | 0          |
| 1973/1974             | FC Amsterdam  | Nederland | Eredivisie    | 34          | 19         |
| 1974/1975             | FC Amsterdam  | Nederland | Eredivisie    | 33          | 17         |
| 1975/1976             | FC Amsterdam  | Nederland | Eredivisie    | 8           | 5          |
| 1975/1976             | Feyenoord     | Nederland | Eredivisie    | 22          | 19         |
| 1976/1977             | Feyenoord     | Nederland | Eredivisie    | 32          | 23         |
| 1977/1978             | Feyenoord     | Nederland | Eredivisie    | 14          | 1          |
| 1978/1979             | RWD Molenbeek | België    | Eerste Klasse | 33          | 17         |
| 1979/1980             | RWD Molenbeek | België    | Eerste Klasse | 31          | 15         |
| 1980/1981             | RWD Molenbeek | België    | Eerste Klasse | 27          | 7          |
| 1981/1982             | RWD Molenbeek | België    | Eerste Klasse | 34          | 10         |
| 1982/1983             | RWD Molenbeek | België    | Eerste Klasse | 29          | 6          |
| 1983/1984             | Londerzeel SK | België    | Vierde Klasse | ?           | ?          |
| 1984/1985             | Boom FC       | België    | Tweede Klasse | 29          | 4          |
| 1985/1986             | Boom FC       | België    | Tweede Klasse | 3           | 0          |
| Totaal hoogste klasse |               | 300       | 139           |             |            |

|                   | Wedstrijden | Doelpunten |
| ----------------- | ----------- | ---------- |
| Nederlands elftal | 1           | 0          |

|          | Wedstrijden | Doelpunten |
| -------- | ----------- | ---------- |
| UEFA Cup | 14          | 13         |